# Beremana
Beremana ist ein osttimoresischer Ort, Aldeia und Suco im Verwaltungsamt Turiscai (Gemeinde Manufahi).

## Der Ort
Der Ort Beremana liegt im Westen des Sucos, auf einer Meereshöhe von 1148 m.

## Der Suco
In Beremana leben 943 Einwohner (2022), davon sind 494 Männer und 449 Frauen. Im Suco gibt es 184 Haushalte. Über 91 % der Einwohner geben Mambai als ihre Muttersprache an. Knapp 7 % sprechen Tetum Prasa, kleine Minderheiten sprechen Isní oder Makasae.
Vor der Gebietsreform 2015 hatte Beremana eine Fläche von 13,59 km². Nun sind es 12,63 km². Der Suco liegt im Westen des Verwaltungsamts Turiscai. Nördlich befinden sich die Sucos Manumera und Turiscai, östlich die Sucos Matorec, Foholau und Orana, südlich der Suco Mindelo und südwestlich der Suco Aitemua. Drei Quellflüsse des Sui treffen hier aufeinander. Der Sui ist ein Nebenfluss des Caraulun.
Größere Straßen, die den Suco mit der Außenwelt verbinden, fehlen. So mussten für die Parlamentswahlen in Osttimor 2007 die Wahlurnen zum Wahllokal in der Escola primaria Beremana mit einem Hubschrauber hingebracht und wieder abgeholt werden. Entlang einer kleinen Straße, die von Nord nach Süd quer durch das Zentrum des Sucos führt liegen die größeren Siedlungen. Dies sind Fahilebo (Fahilebu), Beremana und Dalubo (Delubo).
Im Suco befinden sich die drei Aldeias Beremana, Dalubo und Fahilebo.

## Politik
Bei den Wahlen von 2004/2005 wurde Hermengildo Casmiro L zum Chefe de Suco gewählt. Bei den Wahlen 2009 gewann Orlando Soares und 2016 in seinem Amt bestätigt.